# Theodor Sternberg (Maler)
Theodor Sternberg (* 13. November 1891 in Trier; † 5. November 1963 in Duisburg) war ein deutscher Maler und Grafiker.

## Leben
Theodor Sternberg stammte aus einer Trierer Künstlerfamilie. In der Werkstatt seines Vaters lernte er früh die Arbeit eines Kirchenmalers kennen. 1908 ging er nach Ratingen bei Düsseldorf und legte dort 1912 die Lehrerprüfung ab. In dieser Zeit kam er in Berührung mit der Düsseldorfer Malerschule. Bis zum Jahr 1936 war er in Duisburg als Volksschullehrer tätig. Von den Nationalsozialisten vorgeblich „aus gesundheitlichen Gründen“ aus dem Amt gedrängt, konzentrierte er sich auf seine künstlerische Tätigkeit. Doch war er als bekennender Katholik während der Zeit des Nationalsozialismus immer wieder Repressalien ausgesetzt und musste die Inhaftierung fürchten. Eine Rehabilitation erfolgte auch nach dem Krieg nicht. Bis zu seinem Tod im Jahr 1963 kämpfte Sternberg darum.
Bereits vor seiner „Zwangspensionierung“ hatte Sternberg neben seiner beruflichen Tätigkeit als Künstler gewirkt, danach übte er diese Profession hauptberuflich aus. Er schuf vor allem Sakralkunst. Als Grafiker dokumentierte er aber auch das zeitgenössische Leben in der Industrie- und Hafenstadt Duisburg. Erste grafische Arbeiten (Federzeichnungen) entstanden etwa 1909. Es folgten Radierungen und Ölgemälde. bevorzugte Landschaftsmotive vom Niederrhein um Duisburg, einige wenige auch aus Trier und der Eifel. Zeitweise hatte er einen eigenen Postkartenverlag. Als Vorlage dienten häufig religiöse Motive der katholischen Kirche. In den dreißiger Jahren schuf er Altäre und Gedenktafeln für einige Kirchen an Rhein und Mosel. Er gravierte in Bronze und brachte seine so geschaffenen Bildwerke zur Wirkung eines flach gehaltenen Reliefs. Sie erinnern in ihrer Wirkung an die Ikonenmalerei. Viele seiner Arbeiten befinden sich heute in Privatbesitz.

## Werke (im Aufbau)
- St. Josef in Duisburg-Wedau
- Herz-Jesu-Kirche in Leverkusen
- Hauskapelle im ehemaligen Lehrerhaus in Rhöndorf
- Kapelle in Mülheim (Mosel)
- Hochaltar von St. Hippolytus in Troisdorf (1947)
- Altarbild Jerusalem in der Kapelle von Körrig (1909)

## Veröffentlichungen
- Wiedergaben eines Marienbildes (Pièta) und des früheren Portals des städtischen Hauptfriedhofes Trier. In: Kur-Trier 6 (1922), S. 45 bzw. 87.
- Heinrich Schmitz: Angermunder Land und Leute. Mit Illustrationen von Theodor Sternberg. Duisburg 1926.